# Gyretes californicus
Gyretes californicus är en skalbaggsart som beskrevs av Regimbart. Gyretes californicus ingår i släktet Gyretes och familjen virvelbaggar. Inga underarter finns listade i Catalogue of Life.